# 鳥取県道289号船上山赤碕線
鳥取県道289号船上山赤碕線（とっとりけんどう289ごう せんじょうざんあかさきせん）は、鳥取県東伯郡琴浦町を通る一般県道である。

## 概要
東伯郡琴浦町大字山川から東伯郡琴浦町大字赤碕に至る。
本路線は鳥取県道高岡赤碕停車場線（1972年（昭和47年）3月28日 - 1984年（昭和59年）3月31日）→船上山赤碕停車場線（1984年（昭和59年）3月31日 - 1995年（平成7年）3月28日）→現路線（1995年（平成7年）3月28日 - ）という変遷を経ている。

### 路線データ
- 起点：東伯郡琴浦町大字山川（鳥取県道34号倉吉赤碕中山線交点）
- 終点：東伯郡琴浦町大字赤碕（鳴り石の浜交差点、国道9号交点）
- 総延長：約10.2 km

## 歴史
- 1972年（昭和47年）3月28日 - 鳥取県告示第226号により鳥取県道224号高岡赤碕停車場線として認定される[1]。
- 1984年（昭和59年）3月31日 - 鳥取県告示第293号により鳥取県道289号高岡赤碕停車場線が廃止され、鳥取県告示第292号により鳥取県道289号船上山赤碕停車場線が認定される[2]
- 1995年（平成7年）3月28日 - 鳥取県告示第276号により鳥取県道289号船上山赤碕停車場線が廃止され、鳥取県告示第275号により鳥取県道289号船上山赤碕線として認定される[3]。
- 2018年（平成30年）3月31日 - 鳥取県告示第223・224号により、東伯郡琴浦町出上以北の経路を琴浦町道（赤碕）174号出上赤碕線 - 鳥取県道30号赤碕大山線（重用） - 琴浦町道（赤碕）61号福留線 - 琴浦町道（赤碕）12号中学校東線経由に変更し、終点を東伯郡琴浦町赤碕・赤碕駅入口交差点から同・鳴り石の浜交差点に変更。旧経路のうち、東伯郡琴浦町出上 - 東伯郡琴浦町赤碕間・東伯郡琴浦町赤碕・赤碕駅南交差点 - 同・赤碕駅前交差点間が琴浦町に移管され、東伯郡琴浦町赤碕・赤碕駅前交差点 - 同・赤碕駅入口交差点間が同日鳥取県告示第219号により認定された鳥取県道329号淀江琴浦線の一部となった[4][5]。

## 地理

### 通過する自治体
- 東伯郡琴浦町

### 交差する道路
| 交差する道路                             | 交差する場所 | 交差する場所            |
| ---------------------------------------- | ------------ | ----------------------- |
| 鳥取県道34号倉吉赤碕中山線               | 大字山川     | 起点                    |
| 鳥取県道290号八橋宮木線未供用            | 大字宮木     |                         |
| 鳥取県道30号赤碕大山線 中部広域農道 重複 | 大字赤碕     |                         |
| E9 山陰自動車道                          | 大字赤碕     | 11 琴浦船上山IC         |
| 鳥取県道329号淀江琴浦線                  | 大字赤碕     |                         |
| 国道9号                                  | 大字赤碕     | 鳴り石の浜交差点 / 終点 |

### 交差する鉄道
- 山陰本線

### 沿線
- 家畜改良センター鳥取牧場
- 琴浦町立船上小学校
- 成美郵便局
- 琴浦町役場 赤碕分庁舎
- 琴浦町図書館 赤碕分館
- 琴浦大山警察署
- JR西日本山陰本線 赤碕駅
- 琴浦町立赤碕中学校
- 船上山
- 鳥取県立船上山少年自然の家